# Eleutherodactylus turquinensis
Espèce
Statut de conservation UICN

 CR B2ab(iii) : 
En danger critique
Eleutherodactylus turquinensis est une espèce d'amphibiens de la famille des Eleutherodactylidae.

## Répartition
Cette espèce est endémique de la province de Santiago à Cuba. Elle se rencontre entre 450 et 1 830 m d'altitude dans la Sierra Maestra.

## Description
L'holotype de Eleutherodactylus turquinensis, une femelle, mesure 53 mm.

## Étymologie
Son nom d'espèce, composé de turquin[o] et du suffixe latin -ensis, « qui vit dans, qui habite », lui a été donné en référence au lieu de sa découverte, le Pico Turquino.

## Publication originale
- Barbour & Shreve, 1937 : Novitates cubanae. Bulletin of the Museum of Comparative Zoology, vol. 80, p. 377-387 (texte intégral).